# Arctosa darountaha
Arctosa darountaha là một loài nhện trong họ Lycosidae.
Loài này thuộc chi Arctosa. Arctosa darountaha được Carl Friedrich Roewer miêu tả năm 1960.